# 魚鰭

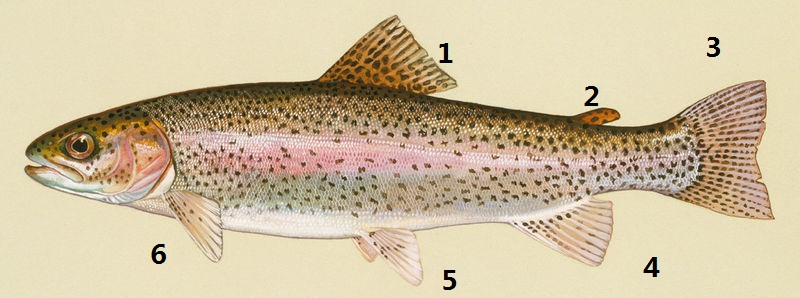
虹鱒
1 背鰭，2 脂鰭，3 尾鰭，4 臀鰭，5，腹鰭，6 胸鰭

魚鰭是魚類的附肢，是大部份魚類在运动时用来产生推力的器官。在不同部位的魚鰭有不同的作用，通过协作配合可以产生六个自由度的活动。鰭的功能也不只限於協助水中游動，还可以进行陆面活动（比如躄魚和弹涂鱼用胸鰭和腹鳍來进行爬行）甚至空气中产生升力（比如飛魚使用胸鰭進行滑翔），除此之外还有海马用尾鳍固定身体、雄性鳉魚用臀鰭來輸送精子、長尾鯊則會用尾鰭擊暈獵物等不以产生自身运动为目的的行为。
所有四足动物的四肢都与鱼类的胸鳍和腹鳍同源，都演化自其肉鳍鱼祖先的鱼鳍。

## 類型
鱼类的鱼鳍共有七种，大致分为两类：位于身体正中矢状面的五种奇鳍（unpair fins）——其中背鳍、臀鳍和尾鳍又可被称为中鳍（Median Fins）；以及位于身体中下部两侧的两对偶鳍（paired fins）。奇鳍主要负责提供游泳时的推进力和被动防止翻滚；偶鳍主要提供俯仰和左右偏摆转向的推进力，以及需要减速时的阻力。
| 胸鰭            |                | 成對的胸鰭成對地位於魚體兩側，通常就在鰓蓋之後，和四足類的前肢是同源的。 - 一些魚的胸鰭高度發達，用以產生強大的動升力，例如鯊魚用胸鰭來保持下潛深度，飛魚則用來“飛翔”。 - 對一些魚來說，胸鰭是用來幫助行走，例如彈塗魚和琵琶魚。 - 一些魚的鰭棘會形成指狀突出，例如魴鮄和豹魴。 - 蝠鲼和它的一些親緣動物擁有頭鰭，這實際上是胸鰭前端的一種變異。                          |
| 腹鰭            |                | 成對的腹鰭位於魚體前側下端，在胸鰭之後。和四足類的後肢是同源的。腹鰭的作用是幫助魚類上升、下降、急速轉彎和迅速停止。 - 蝦虎魚的兩邊腹鰭融合，成吸盤狀。 |
| 背鰭            | 一條鯊魚的背鰭 | 背鰭位於魚類背部，一條魚最多可擁有3個背鰭，背鰭在魚類翻滾時起到保護作用，并協助急速轉向和急停。 - 琵琶魚的背鰭前端變成了“釣竿”和假餌。 - 支持背鰭的骨骼稱作“鰭條”。 |
| 臀鰭            |                | 臀鰭位於魚體肛門前端的腹部，在魚類遊動時可起到穩定身體的作用。 |
| 脂鰭            | 一條鮭魚的脂鰭 | 脂鰭是一個柔軟的肉質鰭，位於背鰭之後，尾鰭之前，在很多魚身上脂鰭已經消失了，但是在鮭科、脂鯉科和鮎形目魚類的身上仍可找到。它的作用尚不確定。2011年的研究認為起作用可能是爲了探測外界的聲音、觸摸等刺激，並對其作出反應。加拿大學者發現脂鰭上有一個神經網絡，并認為它可能有感覺功能，但是並不清楚去掉它之後會對魚產生什麽影響。                                            |
| 尾鰭            |                | 尾鰭位於魚類尾柄處用來產生推進力。 A：歪鰭，脊椎延伸到了尾鰭上部，使其變得更長，例如鯊魚。 - 反歪鰭，脊椎延伸到尾鰭下部，使其變得更長，例如缺甲鱼纲。 B：原尾，脊椎延伸到尾鰭頂端，尾鰭上下對稱，並不擴大。 C：正尾，尾鰭表面上對稱，實際上脊椎稍向上部延伸。 D：圓尾，脊椎延伸到尾鰭頂端，尾鰭對稱并擴大，例如多鰭魚目、肺魚和腔棘魚。很多現代的魚和古生代的魚都有圓尾。 |
| 尾柄隆起骨 小鰭 |                | 一些可以快速遊動的魚擁有尾柄隆起骨，它位於尾鰭之前，由一些盾板組成。可以保持遊動穩定并支持尾鰭。尾柄隆起骨可能位於尾柄兩側，或上下。 小鰭位於背鰭或臀鰭之後，是一個很小的鰭。金槍魚和秋刀魚有小鰭。 |

### 鳍式
生物形态学中用于记录鱼鳍信息的公式被称为鳍式（Fin formula）：
- 鱼鳍的名字可以缩写为字母：背鳍（D）、臀鳍（A）、尾鳍（C）、胸鳍（P）和腹鳍（V）
- 用罗马数字表示鳍棘和硬刺，用阿拉伯数表示不分枝鳍条和分枝鳍条
  - 鳍棘为单根鳍条，硬刺又称为假棘，由2根鳍条组成；鳍棘和硬刺都不分节不分枝
  - 鳍条由2根组成，分节。
- 棘与软条的数量范围用“~”表示，棘与软条相连时用“一”连接，分离时用“，”表示，不同鱼鳍用“；”分隔。
  - 也有文献以“-”表示棘与软条的数量范围，此时用“/”表示棘与软条相连，“,”表示棘与软条分离。

## 硬骨魚
硬骨魚被分為輻鰭魚和肉鳍鱼，現在輻鰭魚是脊椎動物中最具優勢的種類，有大約有99%的超過30,000種的魚都是輻鰭魚。而曾經一度繁盛的肉鳍鱼現在幾乎都已經滅絕了，只剩下8個物種存活。硬骨魚沒有鰭脊，而是以鱗質鰭條取代。它們擁有魚鰾，和魚鰭一起作用控制魚類的上浮和下沉。硬骨魚的鰓蓋保證了它們不用遊動也可以呼吸。

### 肉鳍鱼

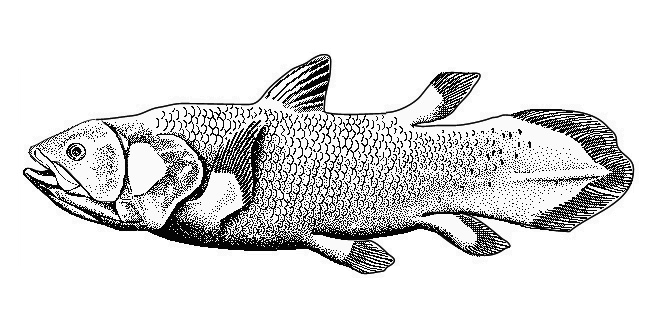
肉鳍鱼，例如這條腔棘魚，鰭是肉質的，有一直延伸到身體的鱗片。依靠著數量眾多的鰭，腔棘魚可以在水中進行幾乎任何方向的轉向。

肉鳍鱼的魚鰭中有一個中軸骨，在前鰭的基部上有明顯的肌肉組織與分開的兩片腹鰭。肉鳍鱼和之後兩棲動物和四足類動物的演化有直接的關聯性。
矛尾魚是現存的其中一種肉鳍鱼，仍然保留著4億多年前泥盆紀早期腔棘魚祖先的許多特徵，是一種活化石。依靠著數量眾多的鰭，腔棘魚可以在水中進行幾乎任何方向的轉向，甚至可以倒立或者腹部向上遊動。

### 輻鰭魚

黑線鱈是一種輻鰭魚，有三個背鰭和兩個臀鰭

輻鰭魚的魚鰭向鰭的外緣呈放射狀展開，無明顯肌肉組織，由棘組成，一般只有硬棘或者軟棘，當二者同時出現時，硬棘居前。棘有很多用處，例如很多鯰形目的魚在背鰭及胸鰭都有硬棘，有些更含劇毒，用以保衛自身。

## 軟骨魚

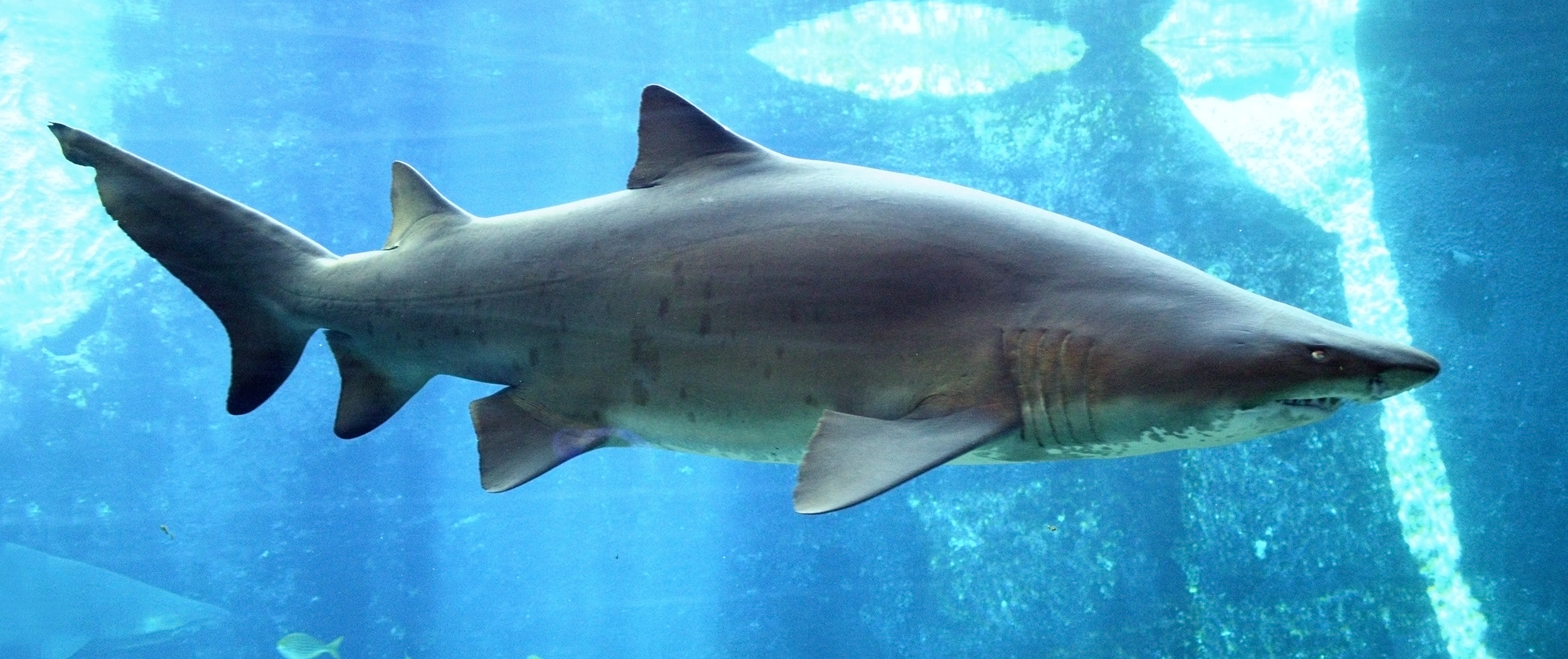
軟骨魚，例如這條沙虎鯊，它柔軟的鰭是由角質鰭條組成的

軟骨魚的骨骼全部由軟骨組成，雄性的腹鰭里側具有鰭腳，尾鰭為歪尾。鰩總目的胸鰭與頭部相連，並且極其靈活。鯊魚則大部份都是歪尾，像大多數魚一樣，鯊魚的尾鰭可以為它們的遊動提供推力，不同鯊魚之間尾鰭的具體形狀大相徑庭。虎鯊的巨大歪尾為它們提供了緩慢巡遊能力和極強的爆發力。長尾鯊的尾鰭則被用來直接擊暈獵物。

## 產生推力
魚鰭在擺動時可以產生推力，令魚向相反的方向前進。而大多數魚都可以通過擺動鰭來前後移動。在游動中，尾鰭一般是必須用到的鰭，但有些魚主要靠胸鰭來產生推力。
在流動的水中，短時間內因壓力差而導致的氣泡出現與消失會產生空穴現象。這也是鰭作用的原理之一，海豚和金槍魚在遊動時尾鰭可以產生強大的空穴現象。不過雖然可以遊得很快，空穴現象導致的氣泡破滅會使海豚感到疼痛，從而限制其速度的提升。 雖然金槍魚因為尾鰭沒有神經，不會感到疼痛，但同樣會因為空穴現象導致的一些其他物理現象而減速。金槍魚尾鰭上發現過空穴現象造成的傷痕。
鯖科是技藝高超的游泳者，它們身體後側有小鰭，2000年和2001年的研究指出“在穩定遊動時，小鰭會在局部流體產生流體動力效應”，最後方的小鰭可以增加鯖遊動時尾鰭的推力。

## 控制動作
一旦魚類開始遊動，遊動的動作就可以使用魚鰭來控制。
岩礁魚類的體型和遠洋性魚迥然不同，後者通常會擁有流線型的身體，以減少在水中遊動的阻力，提高速度。岩礁魚類生活在珊瑚礁中相對逼仄且變化更多的環境中，機動性遠比速度重要得多，因此很多岩礁魚類，例如蝴蝶魚科、雀鯛科、蓋刺魚科的胸鰭和腹鰭允許它們進行複雜的變向。四齒魨科、箱魨科的魚靠胸鰭遊動，幾乎不使用尾鰭。

## 其他用途
像其他旗魚一樣，平鰭旗魚擁有巨大的背鰭，在快速遊動時可以縮回體內。
東方豹魴鮄有比身體還大的胸鰭，當受到威脅時可以用來嚇退敵人。儘管又稱“飛龜魚”，但是它們和飛魚並無關係，其鰭也起不到飛魚鰭的作用。
魚鰭有時也可以用作生殖器官，四眼魚科和花鱂科雄魚的臀鰭演化成了生殖足，在交配時會將其插入雌性體內，使卵子在體內直接受精。
慈鯛科的雌性帶紋矛耙麗魚在交配時會展示出它們巨大、吸引注意力的紫色胸鰭。研究者發現雄性帶紋矛耙麗魚更青睞胸鰭大的雌性。

## 鰭的進化
2009年，芝加哥大學的學者發現“腮、鰭和四肢有相同的遺傳結構”。距今4.36亿年的灵动土家鱼（Tujiaaspis vividus）为脊椎动物偶鳍（胸鳍和腹鳍）起源的鳍褶理论提供了关键化石证据
肉鳍魚類被認為是所有哺乳動物、爬行動物、鳥類和兩栖動物的祖先。陸生四足類大約在3.75億年前從肉鳍魚類演化到可以登陸，用胸鰭和腹鰭行走，最終發展出四肢。

肉鳍鱼類的鰭（A）和四足類的腿，一致的地方以同樣的顏色標記

2011年，蒙納許大學的研究者利用肺魚腹鰭的來追蹤四足類的四肢的演化過程。芝加哥大學的進一步研究表明肺魚已近有了向四足類演化的跡象。

## 機械魚鰭

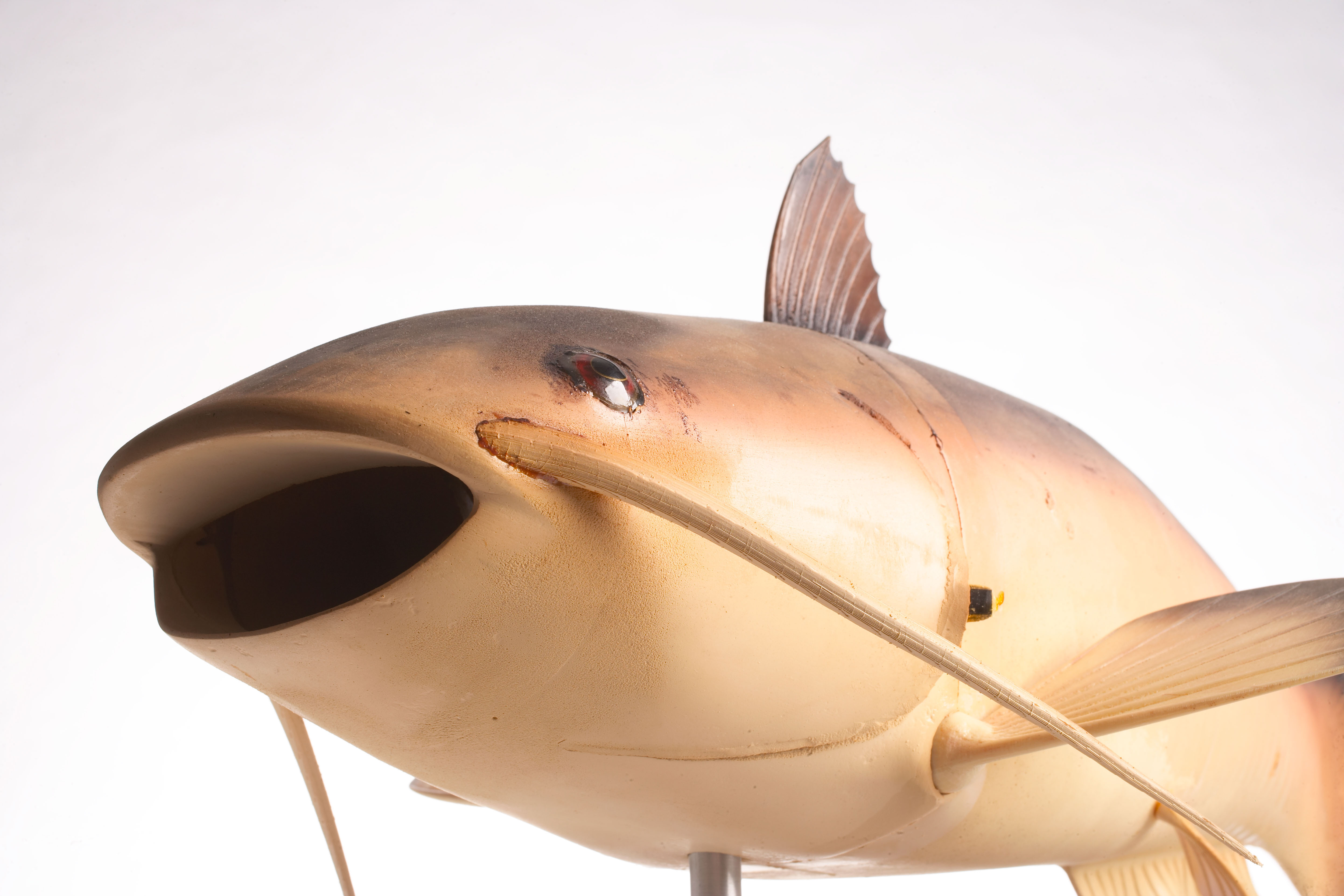
CIA的“Charlie”

魚鰭可以產生有效的推進力，一些魚的推進效率超過了90%。因此魚類的加速和機動性比船隻和潛艇都更為有效，噪音也更小。這使得科學家開始研究魚鰭在仿生學上的價值。
1990年代，CIA設計了一條叫做“Charlie”的機械魚，用來採集水下標本。
2005年，倫敦海洋生物水族館展出了三個由艾塞克斯大學計算機科學系設計的機械魚。這些機械魚採用自動化設計，可以像真的魚那樣避開障礙物。
2004年，麻省理工學院的休·赫爾發明了一個帶有執行器的機械魚，她將青蛙腿部肌肉移植到機器人上，并進行通電使其抽搐而令機器人遊動。

### 引用
1. ↑  Standen EM (2009) "Muscle activity and hydrodynamic function of pelvic fins in trout (Oncorhynchus mykiss) The Journal of Experimental Biology, 213: 831–841.doi:10.1242/jeb.033084
2. ↑  .   [2013-02-04]. （原始内容存档于2008-07-26）.
3. ↑  Removal of trout, salmon fin touches a nerve 的存檔，存档日期2011-07-20.
4. ↑  von Zittel KA, Woodward AS and Schlosser M (1932) Text-book of Paleontology Volume 2, Macmillan and Company. Page 13.
5. ↑  Clack, J. A. (2002) Gaining Ground. Indiana University
6. ↑  Johanson, Zerina, John A. Long, John A. Talent, Philippe Janvier, and James W. Warren (2006) "Oldest Coelacanth, from the Early Devonian of Australia" Archive.today的存檔，存档日期2013-02-19 Biology Letters, 2 (3): 443–46.
7. ↑  Forey 1998.
8. ↑  Fricke, Hans, Olaf Reinicke, Heribert Hofer, and Werner Nachtigall. "Locomotion of the Coelacanth Latimeria Chalumnae in Its Natural Environment." Nature 329.6137 (1987): 331–33. Print.
9. ↑  Hamlett 1999，第528頁.
10. ↑  Function of the heterocercal tail in sharks: quantitative wake dynamics during steady horizontal swimming and vertical maneuvering （页面存档备份，存于） - The Journal of Experimental Biology 205, 2365–2374 (2002)
11. ↑  Nelson, Joseph S. . New York: John Wiley and Sons. 1994. ISBN 0-471-54713-1. OCLC 28965588.
12. 1 2  Sfakiotakis M, Lane DM and Davies JBC (1999) "Review of Fish Swimming Modes for Aquatic Locomotion" 的存檔，存档日期2013-12-24. IEEE Journal of Oceanic Engineering, 24 (2).
13. ↑  Franc, Jean-Pierre and Michel, Jean-Marie (2004) Fundamentals of Cavitation Springer. ISBN 0000000000000.
14. 1 2  Brahic, Catherine. . NewScientist. 2008-03-28  [2008-03-31]. （原始内容存档于2008-05-18）.
15. ↑  Nauen JC, Lauder GV (2001a) "Locomotion in scombrid fishes: visualization of flow around the caudal peduncle and finlets of the Chub mackerel Scomber japonicus" （页面存档备份，存于） Journal of Experimental Biology, 204: 2251–63.
16. ↑  Nauen JC, Lauder GV (2001b) "Three-dimensional analysis of finlet kinematics in the Chub mackerel (Scomber japonicus)" （页面存档备份，存于） The Biological Bulletin, 200: 9–19.
17. ↑  Nauen JC and Lauder GV (2000) "Locomotion in scombrid fishes: morphology and kinematics of the finlets of the Chub mackerel Scomber japonicus" （页面存档备份，存于） Journal of Experimental Biology, 203: 2247–59.
18. ↑  Fish FE and Lauder GV (2006) "Passive and active flow control by swimming fishes and mammals"[永久] Annual Review of Fluid Mechanics, 38: 193–224. doi:10.1146/annurev.fluid.38.050304.092201
19. ↑  Magnuson JJ (1978) "Locomotion by scombrid fishes: Hydromechanics, morphology and behavior" （页面存档备份，存于） in Fish Physiology, Volume 7: Locomotion, WS Hoar and DJ Randall (Eds) Academic Press. Page 240–308. ISBN 0000000000000.
20. ↑  Ship's movements at sea （页面存档备份，存于） Retrieved 22 November 2012.
21. ↑  Rana and Joag (2001) Classical Mechanics Page 391, Tata McGraw-Hill Education. ISBN 0000000000000.
22. 1 2  Alevizon WS (1994) "Pisces Guide to Caribbean Reef Ecology" （页面存档备份，存于）  Gulf Publishing Company ISBN 1-55992-077-7
23. ↑  Lingham‐Soliar T (2005) "Dorsal fin in the white shark, Carcharodon carcharias: A dynamic stabilizer for fast swimming" （页面存档备份，存于） Journal of Morphology, 263 (1): 1–11. doi:10.1002/jmor.10207 pdf[]
24. 1 2  Ichthyology （页面存档备份，存于） Florida Museum of Natural History. Retrieved 22 November 2012.
25. ↑  Aquatic Life of the World （页面存档备份，存于） pp. 332–333, Marshall Cavendish Corporation, 2000. ISBN 9780761471707.
26. ↑  Bertelsen E and Pietsch TW. . San Diego: Academic Press. 1998: 138–139. ISBN 0-12-547665-5.
27. ↑  Purple Flying Gurnard, Dactyloptena orientalis (Cuvier, 1829) （页面存档备份，存于） Australian Museum. Updated: 15 September 2012. Retrieved: 2 November 2012.
28. ↑  Froese, R. & Pauly, D. (eds.) (2012). Dactyloptena orientalis. FishBase. Version 2012-11.
29. ↑  Female fish flaunt fins to attract a mate （页面存档备份，存于） ScienceDaily. 8 October 2010.
30. ↑  Baldauf SA, TCM Bakker, F Herder, H Kullmann and T Thünken (2010) "Male mate choice scales female ornament allometry in a cichlid fish" （页面存档备份，存于） BMC Evolutionary Biologr//, 10 :301. doi:10.1186/1471-2148-10-301
31. ↑  Vannuccini S. . FAO Fisheries Technical Paper (Rome: FAO). 1999, 389. （原始内容存档于2017-08-02）.
32. ↑  Evolution Of Fins And Limbs Linked With That Of Gills （页面存档备份，存于） ScienceDaily. 25 March 2009.
33. ↑  Gillis JA, RD Dahn and NH Shubin (2009) "Shared developmental mechanisms pattern the vertebrate gill arch and paired fin skeletons" （页面存档备份，存于） Proceedings of the National Academy of Sciences, 106 (14): 5720–5724.
34. ↑  Wings, legs, and fins: How do new organs arise in evolution? （页面存档备份，存于） Neil Shubin, University of Chicago.
35. ↑   （英语）.
36. ↑  "Primordial Fish Had Rudimentary Fingers" （页面存档备份，存于） ScienceDaily, 23 September 2008.
37. ↑  Hall, Brian K (2007) Fins into Limbs: Evolution, Development, and Transformation （页面存档备份，存于） University of Chicago Press. ISBN 0000000000000.
38. ↑  Shubin, Neil (2009) Your inner fish: A journey into the 3.5 billion year history of the human body （页面存档备份，存于） Vintage Books. ISBN 0000000000000. UCTV interview （页面存档备份，存于）
39. ↑  Clack, Jennifer A (2012) "From fins to feet" （页面存档备份，存于） Chapter 6, pages 187–260, in: Gaining Ground, Second Edition: The Origin and Evolution of Tetrapods, Indiana University Press. ISBN 0000000000000.
40. ↑  Lungfish Provides Insight to Life On Land: 'Humans Are Just Modified Fish' （页面存档备份，存于） ScienceDaily, 7 October 2011.
41. ↑  Cole NJ, Hall TE, Don EK, Berger S, Boisvert CA, et al. (2011) [http://www.plosbiology.org/article/info%3Adoi%2F10.1371%2Fjournal.pbio.1001168 （页面存档备份，存于） "Development and Evolution of the Muscles of the Pelvic Fin" PLoS Biology, 9 (10): e1001168. doi:10.1371/journal.pbio.1001168
42. ↑  A small step for lungfish, a big step for the evolution of walking" （页面存档备份，存于） ScienceDaily, 13 December 2011.
43. ↑  King HM, NH Shubin, MI Coates and Hale ME (2011) "Behavioral evidence for the evolution of walking and bounding before terrestriality in sarcopterygian fishes" （页面存档备份，存于） Proceedings of the National Academy of Sciences, 108 (52): 21146–21151.
44. ↑  Richard Mason. . （原始内容存档于2009-07-04）.
45. ↑  . Human Centred Robotics Group at Essex University.   [2007-10-25]. （原始内容存档于2011-08-24）.
46. ↑  . cnn.com. CNN. 10 October 2005  [12 June 2011]. （原始内容存档于2020-11-26）.
47. ↑  Walsh, Dominic. . thetimes.co.uk. Times of London. 3 May 2008  [12 June 2011]. （原始内容存档于2016-12-21）.
48. ↑  Huge Herr, D. Robert G "A Swimming Robot Actuated by Living Muscle Tissue" （页面存档备份，存于） Journal of NeuroEngineering and Rehabilitation, 1: 6. doi:10.1186/1743-0003-1-6
49. ↑  How Biomechatronics Works （页面存档备份，存于） HowStuffWorks/ Retrieved 22 November 2012.